# Бала, Алико
Алико Бала (англ. Aliko Bala; 27 февраля 1997 года, Джос, Нигерия) — нигерийский футболист, полузащитник клуба «Плато Юнайтед».

## Клубная карьера
Летом 2015 года Алико нашли селекционеры «Тренчина» в Нигерии. После прохождения сборов с игроком был подписан профессиональный контракт. 23 августа 2015 года Алико дебютировал в чемпионате Словакии в поединке против «Ружомберока», выйдя на замену на 67-й минуте вместо Давида Губа. Спустя тур, 29 августа Алико забил свой первый мяч в ворота «Сеницы». Всего в чемпионате сезона 2015/16 провёл 15 матчей забил 2 мяча, постепенно став игроком основного состава, чем помог команде в завоевании титула.
Сезон 2016/17 начал ударно, забив в первых шести встречах четыре мяча и стал лидером команды, несмотря на провальный старт «Тренчина».

## Достижения
«Тренчин»
- Чемпион Словакии: 2015/16